# Kujawa Platz
Kujawa Platz (595 m n.p.m.) – przełęcz w Górach Kruczych.

## Położenie
Przełęcz znajduje się ok. 300 m na południe od wschodniego szczytu Drążonej, na wschód od Świętej Góry, na skrzyżowaniu drogi leśnej prowadzącej z Lipienicy do Podlesia, oraz drogi leśnej łączącej drogę asfaltową z Lipienicy do Lubawki z drogą polną z Olszyn do Lipienicy.